# Faux-en-Périgord
Faux-en-Périgord (bis zum 31. Dezember 2024 Faux) ist eine französische Gemeinde mit 669 Einwohnern (Stand 1. Januar 2022) im Département Dordogne in der Region Nouvelle-Aquitaine (vor 2016: Aquitanien). Die Gemeinde gehört zum Arrondissement Bergerac und zum Kanton Sud-Bergeracois.
Der Name in der okzitanischen Sprache lautet Faus (deutsch Buchen) und geht auf das lateinische „fagea“ (deutsch Buchenwald) zurück.
Die Einwohner werden Fallois und Falloises oder Fauxois und Fauxoises genannt.

## Geographie
Faux-en-Périgord liegt ca. 15 km südöstlich im Einzugsbereich (Aire urbaine) von Bergerac in der Region Bergeracois der historischen Provinz Périgord.
Umgeben wird Faux-en-Périgord von den Nachbargemeinden:
|                         | Verdon Lanquais                             |        |
| Saint-Aubin-de-Lanquais | Kompassrose, die auf Nachbargemeinden zeigt | Monsac |
|                         | Monmadalès Montaut                          |        |

Faux-en-Périgord liegt im Einzugsgebiet des Flusses Dordogne.
Nebenflüsse der Dordogne durchqueren das Gebiet der Gemeinde:
- der Couzeau,
- der Couillou, der in Faux-en-Périgord entspringt, und

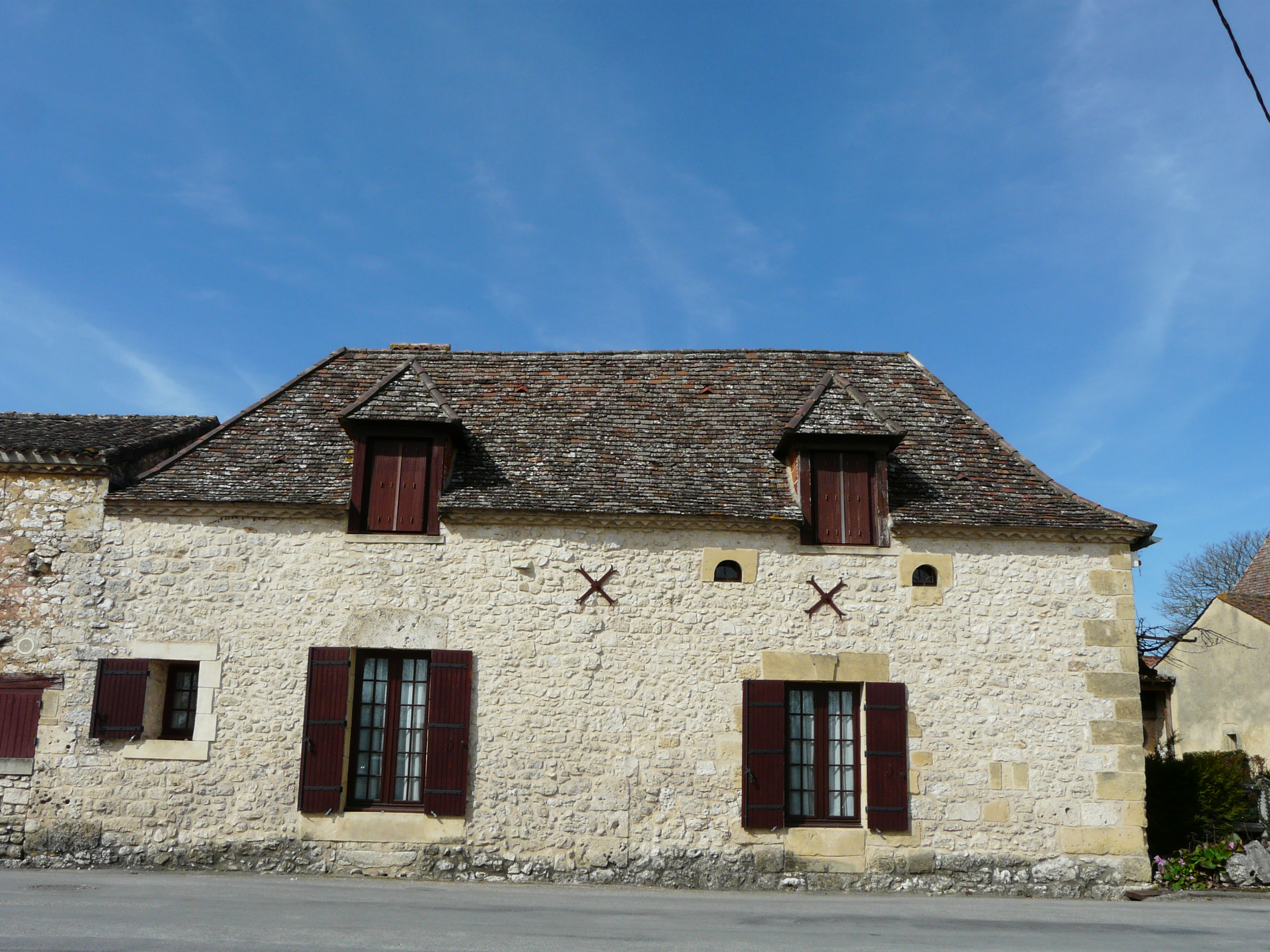
Haus im Zentrum von Faux-en-Périgord

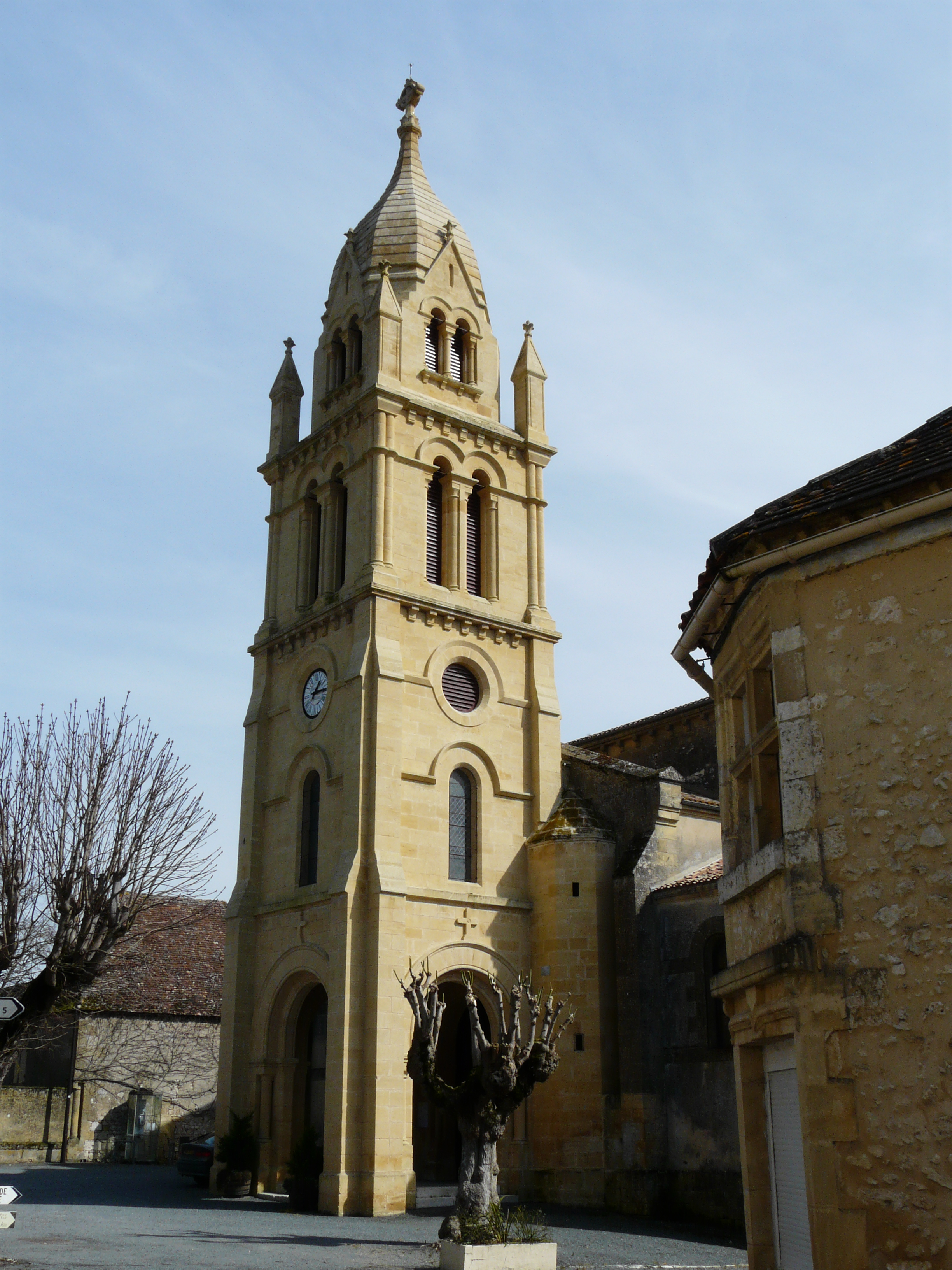
Glockenturm der Pfarrkirche

- die Conne.[6]

## Geschichte
Wie bei fast allen Gemeinden der Region so sind auch in Faux-en-Périgord Waffen und Werkzeuge der Urgeschichte vor einigen Jahren bei Ausgrabungen zutage getreten, u. a. geschliffene Äxte, Wetzrillen, Messer, Kratzer, Pfeile. An mehreren Stellen auf dem Gebiet der Gemeinde sind noch heute keltische Monumente in Form von drei Dolmen zu finden, ein vierter ist seit den 1950er Jahren verschwunden. Ebenso befindet sich eine künstliche Höhle aus dieser Epoche in Faux-en-Périgord. Einigen Weiler der Gemeinde, z. B. La Genèbre, La Barde, La Robertie oder La Jasse, stammen möglicherweise aus der römischen Zeit. Durch Umpflügen der Felder beim Weiler Le Buth kommen manchmal Fragmente von rötlichen dicken Dachziegeln zutage, wie sie charakteristisch für römische Produktionen sind. In der Nähe des Weilers La Genèbre befindet sich ein alter Friedhof aus früher merowingischer Zeit, auf dem zahlreiche Gräber mit steinernen Särgen versehen sind. Faux liegt am Schnittpunkt zweier Landstraßen, eine führt von Bergerac nach Beaumontois en Périgord, die andere von Lalinde nach Issigeac. Auf einer Anhöhe gelegen, barg Faux-en-Périgord im Mittelalter einen Adelssitz und unterstand der Sénéchaussée von Sarlat. Der Gerichtsbezirk umfasste die gesamte Pfarrgemeinde und Teile von Verdon. Im 16. Jahrhundert wurde ein Priorat mit dem heiligen Saturninus als Schutzpatron errichtet. Das im 18. Jahrhundert errichtete Schloss ist der einzige Wohnsitz eines Seigneurs in Faux-en-Périgord, Spuren einer Burg gibt es hingegen nicht.

### Toponymie
Toponyme und Erwähnungen von Faux-en-Périgord waren:
- Faus und Faurs (1283 bzw. 1390, Gewohnheitsrechte von Beaumont),
- Eccl. Sancti Saturnini (1555, Schild der Bistümer Périgueux und Sarlat),
- Faux (1750, 1793 und 1801, Karte von Cassini, Notice Communale bzw. Bulletin des Lois).[9][10][11]

### Einwohnerentwicklung
Nach Beginn der Aufzeichnungen stieg die Einwohnerzahl in der Mitte des 19. Jahrhunderts und auf einen Höchststand von 945. In der Folgezeit sank die Größe der Gemeinde bei kurzen Erholungsphasen bis zu den 1950er Jahren auf 410 Einwohner, bevor eine Wachstumsphase bis zu den 1980er Jahren einsetzte, die die Einwohnerzahl auf einen relativen Höchststand von rund 615 hob. Eine Phase der Stagnation setzte bis zur Jahrtausendwende ein, gefolgt von einer weiteren Phase der Zunahme, die bis heute anhält.
| Jahr      | 1962 | 1968 | 1975 | 1982 | 1990 | 1999 | 2006 | 2010 | 2022 |
| --------- | ---- | ---- | ---- | ---- | ---- | ---- | ---- | ---- | ---- |
| Einwohner | 436  | 514  | 612  | 617  | 586  | 536  | 562  | 583  | 669  |

## Sehenswürdigkeiten

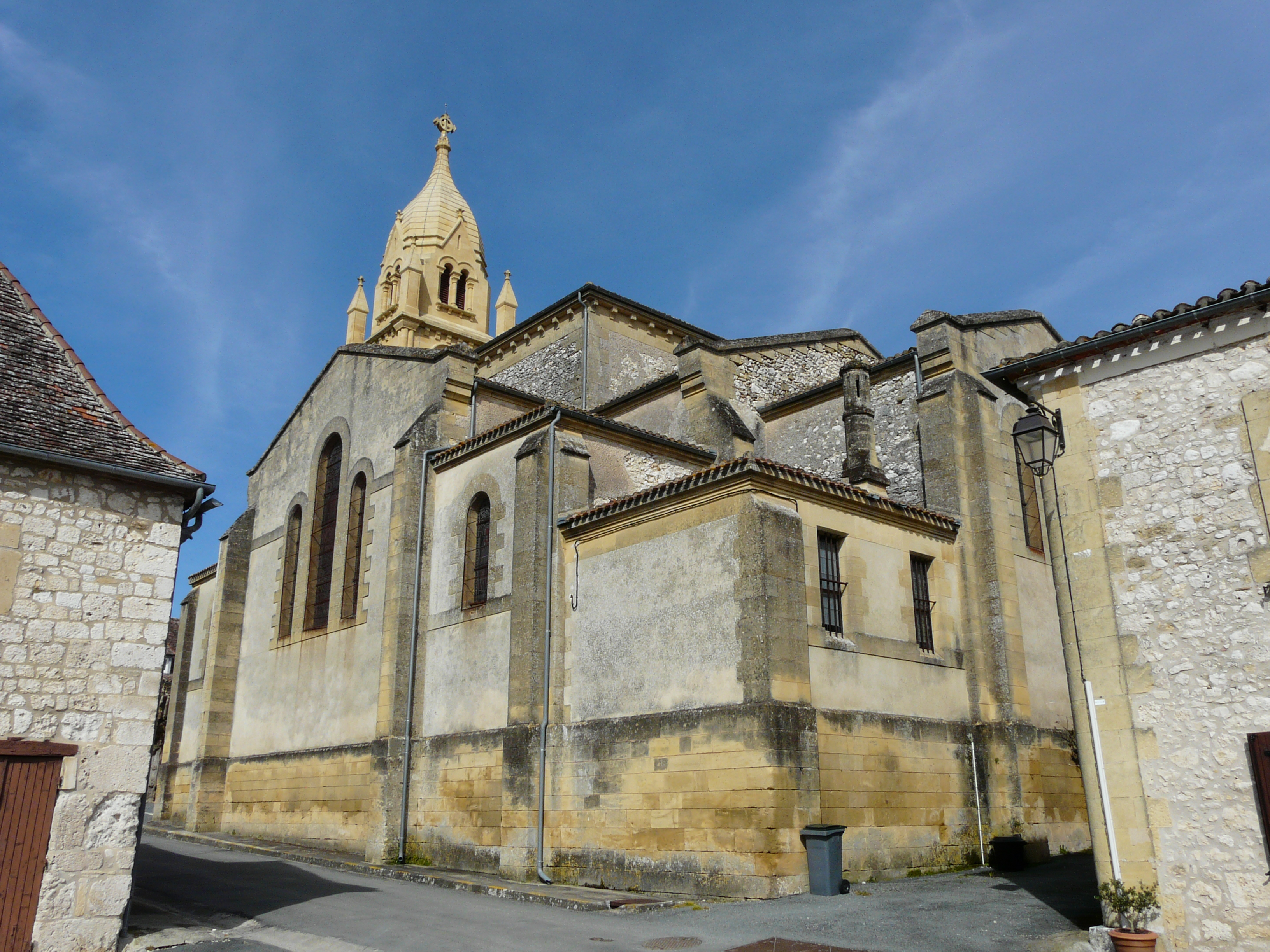
Pfarrkirche Saint-Saturnin

### PfarrkircheSaint-Saturnin
Die erste Kirche wurde im Jahre 1555 erbaut, aber die heutige Kirche wurde 1856 von den Architekten Abadie und Biras auf den Fundamenten des früheren Baus errichtet. Der Glockenturm der neobyzantischen Kirche wurde 1886 neu gebaut.

### Schloss Faux

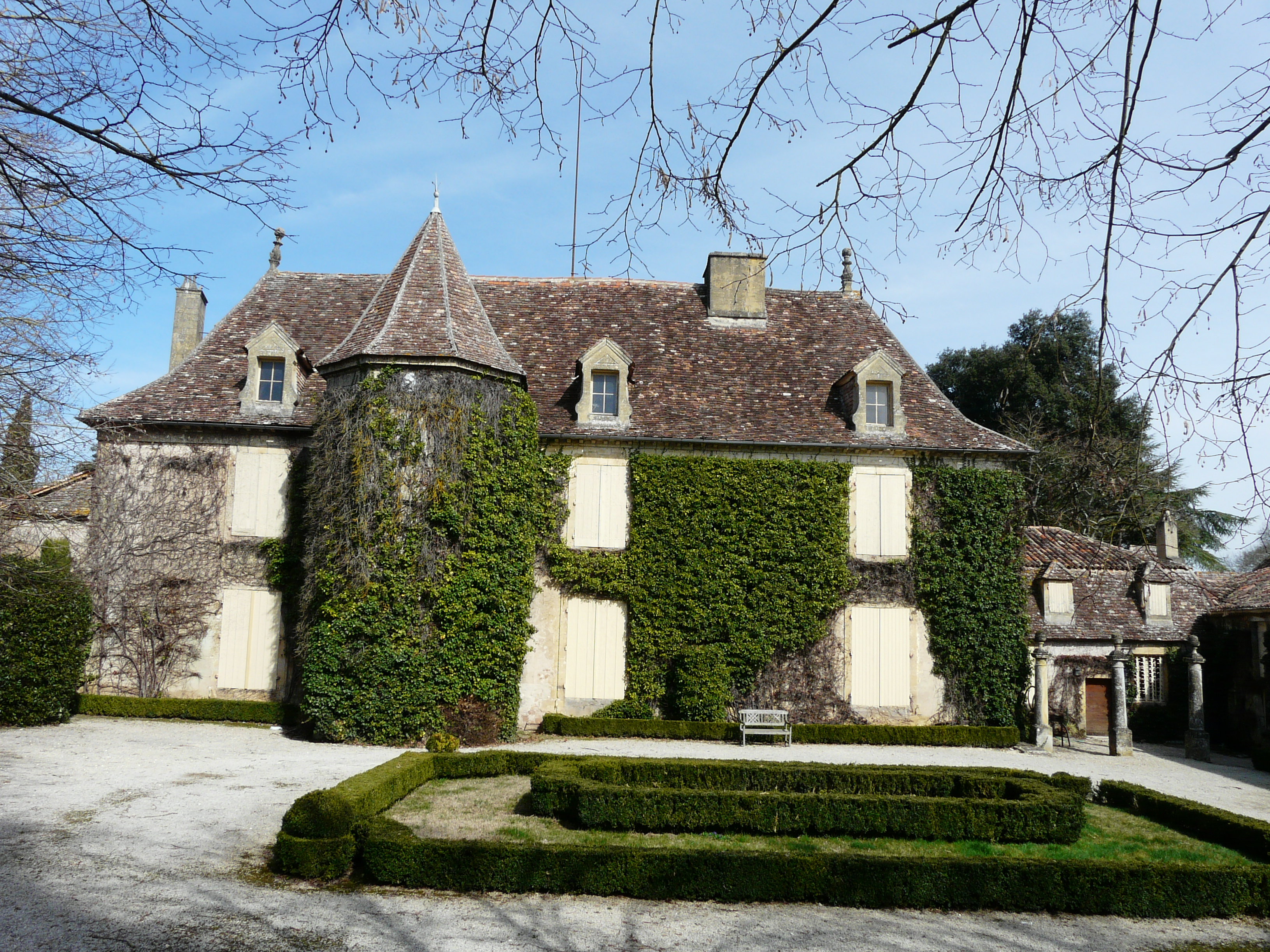
Schloss Faux

Das Schloss ist im 18. Jahrhundert möglicherweise auf Fundamenten eines früheren Gebäudes errichtet worden. Es befindet sich im Zentrum der Gemeinde in der Nähe der Pfarrkirche und besteht aus einem Wohntrakt, der von einem runden Turm flankiert wird. Seine mehrseitigen Dächer sind mit Giebeln verziert. Mehrere Familien haben sich im Besitz des Schlosses abgewechselt, die Familie Larlandie, die Familie du Repaire und anschließend die Familie Latour. Das Schloss befindet sich in Privatbesitz und ist der Öffentlichkeit nicht zugänglich.

### Dolmen Bourdil
Er befindet sich unweit der Landstraße, die vom Zentrum der Gemeinde zum Weiler la Micalie führt. Der Deckstein hat eine unregelmäßige Form und misst über zwei Meter in der Länge, über einen Meter in der Breite bei einer Dicke von ca. 1,5 m. Alle Gesteinsblöcke sind nur grob behauen und bestehen aus Kalkstein, dem Gestein, das sich auch im Untergrund der Fundstelle befindet. Der Deckstein ist einst über die nördlichen Orthostaten gerutscht, die dabei von ihm zerdrückt wurden. Die restlichen vier Orthostaten haben eine unregelmäßige Form.

### Dolmen Campguilem
Dieser Dolmen befindet sich auf einem früheren Weinberggrundstück an der Zufahrt zum Weingut unweit der Landstraße, die vom Zentrum der Gemeinde nach Saint-Cernin-de-Labarde führt. Der Deckstein misst 2,80 m in der Ost-West-Ausdehnung, 2,20 m in der Nord-Süd-Ausdehnung bei einer maximalen Dicke von 2 m. Er besteht aus kieseligem Kalkstein wie zwei seiner fünf Orthostaten, während die drei restlichen aus Kalkstein gebildet sind. Der Deckstein ist bei diesem Dolmen umgestürzt und gibt eine Öffnung frei, die von zwei Orthostaten gestützt wird. Erdarbeiten und die Anlage eines Parkplatzes haben den Dolmen teilweise mit Erde bedeckt.

## Wirtschaft und Infrastruktur
Im September 2017 wurde in Faux-en-Périgord eine Photovoltaikanlage mit einer Fläche von 16 Hektar auf dem Grundstück einer ehemaligen Anlage zum Wurfscheibenschießen sowie einer seit 2009 aufgegebenen Rennstrecke eingeweiht. Es handelt sich um die erste Solarstromanlage des Départements. Die Firma Urbasolar aus Montpellier investierte 14,5 Millionen Euro in die Anlage, deren jährliche Produktion 13.733 MWh betragen soll, dem Bedarf von ca. 5.000 Haushalten.

### Sport und Freizeit
- Der Fernwanderweg GR 6 von Sainte-Foy-la-Grande (Département Gironde) nach Saint-Paul-sur-Ubaye (Département Alpes-de-Haute-Provence) führt am Zentrum von Faux-en-Périgord vorbei.[18]

- Der Rundweg Boucle de Faux besitzt eine Länge von 7,6 km bei einem Höhenunterschied von 83 m. Er führt von Zentrum durch das Gebiet der Gemeinde über waldiges Gelände mit großem Artenreichtum.[19]

- Der Rundweg Boucle de Falloise - Faux besitzt eine Länge von 16,9 km bei einem Höhenunterschied von 100 m. Er führt von Zentrum durch das Gebiet der Gemeinde u. a. an den Dolmen Bourdil und Campguilem vorbei.[20]

- Das Reiterzentrum und Poyclub La Métairie du Roc bietet auf einer Fläche von 50 Hektar u. a. diverse Reitkurse und -trainings und Ausritte an. Daneben ist der Betrieb ein pädagogischer Bauernhof.[21]

### Verkehr
Die Route départementale 19 verbindet Faux-en-Périgord im Westen über Saint-Aubin-de-Lanquais mit Bergerac, im Südosten mit Beaumontois en Périgord über Naussannes. Die Route départementale 22 verbindet die Gemeinde im Norden über Lanquais mit Lalinde, im Süden Issigeac über Montaut. Die Route départementale 27 führt im Osten nach Monsac, die Route départementale 36 nach Verdon im Norden.

## Persönlichkeiten
- Albert Guillaume, geboren am 14. Februar 1873 in Paris, gestorben am 10. August 1942 in Faux, war ein französischer Maler, Werbegrafiker und einer der bekanntesten Karikaturisten der Belle Époque.[22]

- Adrien Lemaître, geboren am 30. März 1863 in Rouen, gestorben am 12. Januar 1944 in Bergerac, war französischer Maler. 1930 zog er sich nach Faux zurück, seine letzte Ruhestätte befindet sich auf dem Friedhof von Faux.[23]

- Georges Faugère, geboren am 27. Dezember 1869 in Fonroque, gestorben am 20. August 1936 in Saint-Omer, war Arzt und französischer Politiker und Bürgermeister von Faux von Mai 1904 bis Dezember 1918 und nochmals von Mai 1929 bis August 1936.[24][25]